# Koko-di koko-da
Koko-di koko-da är en svensk-dansk långfilm som hade svensk premiär 23 augusti 2019. Filmen regisserades av Johannes Nyholm som även skrev manus och producerade. Produktionsbolag var Johannes Nyholm Produktion. 

## Handling
Filmen handlar om Tobias (Leif Edlund) och Elin (Ylva Gallon) som reser iväg på tältsemester för att lappa ihop sitt förhållande, efter att ha förlorat sin dotter under en tidigare resa. Det blir dock ingen avkopplande campingresa. 

## Rollista i urval[3]
- Leif Edlund - Tobias
- Ylva Gallon - Elin
- Peter Belli
- Katarina Jakobson
- Morad Baloo Khatchadorian
- Brandy Litmanen
- Katrin Willberg- Elin older